# 최배근
최배근은 대한민국의 경제학자이다.더불어시민당의 초대 공동대표를 역임하였으며 현직은 건국대학교 경제학과 교수이다.

## 학력
- 건국대학교 경제학과 학사
- 조지아 대학교 대학원 경제학 박사

## 경력
- 1990년 : 건국대학교 상경대학 경상학부 경제학과 부교수
- 1996년 ~ 1998년 : 건국대학교 상경대학 경상학부 경제학과 조교수, 건국대학교 상경대학 경상학부 경제학과 교수, 건국대학교 상경대학 경상학부 경제학과 학과장, 건국대학교 대학원 경제학과 학과장
- 2000년 ~ 2004년 : 민들레학교 교장, 하남민주연대 대표
- 2002년 ~ 2004년 : 전국사립대학교수협의회연합회 사무총장, 감사
- 2004년 3월 ~ 2008년 2월 : 건국대학교 민족통일연구소 소장
- 2004년 : 코리아글로브 이사장
- 2009년 10월 : 마르퀴즈 후즈 후 인 더 월드 등재
- 경제사학회 회장
- 2020년 3월 ~ 2020년 4월 : 더불어시민당 공동대표

## 저서
- 《이게 경제다》. 쌤앤파커스. 2019년. ISBN 9788965708056
- 《호모 엠파티쿠스가 온다》. 21세기북스. 2020년. ISBN 9788950989897

### 공저
- 《거대한 분기점》. 한즈미디어. 2020년. ISBN 9791160075014